# Прапор Кринтяти
Прапор Кринтяти — офіційний символ села Кринтята, Дрогобицького району Львівської області, затверджений 23 червня 2023 р. рішенням сесії Східницької селищної ради.
Автор — А. Гречило.

## Опис
Квадратне полотнище, у центрі на синьому квадратному полі (розміром у половину сторони прапора) біла квітка водяної лілії з жовтим осердям, на жовтій лиштві вісім зелених соснових шишок.

## Значення символів
Квітка водяної лілії (крин) вказує на назву населеного пункту, а також на поширення цієї рослини на місцевих водоймах. Зелені соснові шишки навколо означають розташування села серед лісових масивів.